# Wailuku
Wailuku er en amerikansk by i Maui County i staten Hawaii. Byen har et indbyggertal på 17.697 (2020).